# Río Bregalnica
El río Bregalnica (en macedonio, Брегалница) es un río de la vertiente del mar Egeo de Macedonia del Norte, un afluente del río Vardar que es el segundo río por longitud del país. Comienza como un manantial cerca de la ciudad montañosa de Berovo y pasa cerca de las ciudades de Makedonska Kamenica, Kočani, Vinica y Štip, antes de unirse al Vardar. Artículos recientes han tratado el tema de la contaminación del río, pues muchas fábricas ubicadas en las ciudades por las que pasa lo usan como basurero para aguas residuales, que está más agravado con aguas tratadas con pesticida de los amplios campos de arroz cerca de la ciudad de Kočani.
La batalla de Bregalnica enfrentó a los serbios y a los búlgaros durante la segunda guerra de los Balcanes (30 de junio a 1 de julio de 1913). Los serbios ganaron la batalla.